# Шемберєв Максим Романович
Шемберев Максим Романович (нар. 25 вересня, 1993) — український та азербайджанський плавець, чемпіон Європи (400 к.п.)чемпіонату Європи серед юніорів 2010 р.у Тампере (Фінляндія), Чемпіон Європи (400 к.п.) та бронзовий призер (200 брас) чемпіонату Європи серед юніорів 2011 у Белграді (Сербія), Чемпіон (400 к.п.)та дворазовий бронзовий призер (200 к.п., 200 бр.) чемпіонату світу серед юніорів 2011 у Лімі (Перу). Представляв Україну на Олімпійських іграх 2012 року у Лондоні на дистанції 400 метрів комплексним плаванням.